# Zona de costuras

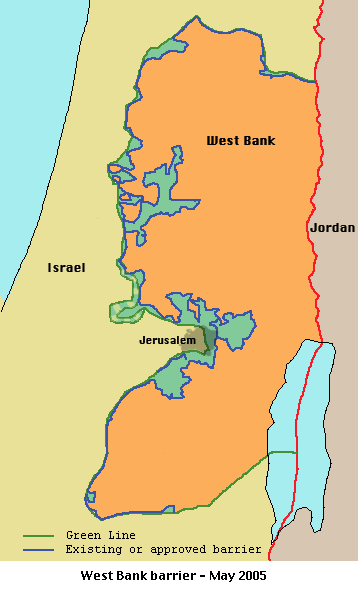
La ruta del muro israelí de Cisjordania (según la opinión de la Corte Internacional de Justicia) a fecha de mayo de 2005. La zona de costuras es el área de color turquesa ubicada entre el muro y la Línea Verde.

La zona de costuras (en hebreo: מרחב התפר‎), también llamada zona de juntura, de separación u ocasionalmente por su equivalente en inglés seam zone, es una porción de unos 137 km² de territorio palestino en la Cisjordania ocupada que ha quedado emplazada entre la Línea Verde y la barrera israelí de Cisjordania. En esta zona han quedado los principales asentamientos israelíes, como Alfei Menashe, Ariel, Beit Aryeh, Modi'in Illit, Guiv'at Ze'ev, Ma'ale Adumim, Beitar Illit y Efrat, en los que viven unos 381.000 colonos israelíes (unos 192.000 en Jerusalén Este).
A fecha de 2006, unos 57.000 palestinos vivían también en localidades convertidas en enclaves de la zona de costuras, separados del resto de Cisjordania por el muro y de Israel por la Línea Verde. Las Naciones Unidas calculan que si la serie de muros, vallas, alambres de espino y fosos que están previstos llegan a completarse según lo planeado, en torno a un tercio de los palestinos de Cisjordania se verán directamente afectados: 274.000 quedarán aislados en enclaves de la zona de costuras y aproximadamente 400.000 serán separados de sus tierras de cultivo, sus trabajos, sus escuelas y sus hospitales. El Tribunal Supremo de Israel ordenó cambios en la ruta del muro para reducir el número de personas afectadas por la zona de costuras; según el veredicto de este tribunal, el número de afectados quedaría en 35.000.
En julio de 2006, la ONG israelí B'Tselem calculó que la zona de costuras abarca un 8,5% de Cisjordania, incluida Jerusalén Este. En esta zona se encuentran también 99 asentamientos israelíes (incluidos los doce de Jerusalén Este) en numerosas áreas densamente pobladas cerca de la Línea Verde, áreas que los Acuerdos de Ginebra sugerían que podrían transferirse a Israel mediante un intercambio de tierras de mutuo acuerdo con Palestina. 

## Propósito oficial
Según fuentes oficiales israelíes, la decisión de crear la zona de costuras se debió a múltiples motivos. Uno de ellos era "la necesidad de crear una "zona colchón" alejando la barrera de las casas de los israelíes que viven cerca, ya sea en comunidades en la propia Israel o en los asentamientos." Según la oficina de la Abogacía del Estado, "esta zona colchón es vital para atacar a terroristas que podrían cruzar la barrera antes de llevar a cabo sus planes". Otro motivo citado es la necesidad de "defender a las fuerzas que patrullan el muro recorriendo la ruta en zonas que no pueden ser controladas desde el este del muro." Es discutible que la topografía del terreno, en caso de que todo el recorrido del muro se ajustase a la Línea Verde, "no permitiese la protección de los soldados que patrullan el muro, que se encontrarían en muchos casos en una posición topográfica más baja."

### Estructura legal y sistema de permisos
La Orden de las FDI Referente a las Regulaciones de Seguridad (Judea y Samaria) (Núm. 378), 5730-1970, Declaración Referente al Cierre de un Área núm. S/2/03 (Zona de Costuras), aprobada el 2 de octubre de 2003, ha designado a la zona de costuras como "zona militar cerrada" a todo aquel que no sea israelí o judío del extranjero.
El orden estipula que "ninguna persona entrará en la zona de costuras y nadie permanecerá allí". Sin embargo, esta norma no se aplica a israelíes. La propia orden define "israelí" como "un ciudadano del Estado de Israel, un residente del Estado de Israel registrado en el registro de población de acuerdo con la Ley de Registro de la Población y cualquiera que tenga la posibilidad de emigrar a Israel de acuerdo con la Ley del Retorno."
El día anterior a la emisión de esta orden militar, el Ministerio de Asuntos Exteriores de Israel publicó un comunicado en el que afirmaba que el establecimiento de la zona de costuras era de la "mayor importancia", citando también la "importante necesidad de construir una barrera de seguridad en la zona de costuras y en el saliente de Jerusalén"

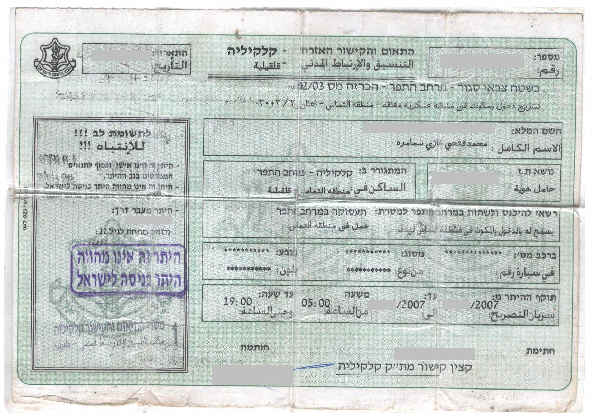
Foto de un tasrih, el permiso de trabajo obligatorio para los palestinos que viven en la zona de costuras o sus alrededores.

Para que los palestinos que viven cerca de la zona de costuras puedan entrar y permanecer en ella deben poseer un permiso llamado en árabe taṣrīḥ (تصريح). Los palestinos que no viven en la zona de costuras pueden solicitar permisos personales siempre que proporcionen un motivo concreto para su visita. Todos los permisos deben ser solicitados por adelantado. Hay doce categorías distintas de permisos, incluidos los de agricultores, trabajadores, empresarios y empleados de la Autoridad Nacional Palestina. No hay una regulación que marque criterios específicos para la aceptación o denegación de los permisos.
Aquellos que poseen un permiso válido tienen que solicitar un permiso especial si desean viajar en coche, si transportan mercancías o si van a pasar la noche en la zona de costuras. Incluso aunque se esté en posesión de permisos permanentes o personales, el acceso a la zona de costuras solo puede realizarse por la puerta especificada en el permiso. Los permisos personales concedidos, entre ellos los emitidos a agricultores que desean trabajar sus tierras, son normalmente válidos por un tiempo limitado. La entrada a la zona de costuras está todavía más restringida por los distintos horarios de apertura y cierre de cada una de las puertas de acceso. Los procedimientos y los horarios difieren de una puerta a otra  y no siempre resultan previsibles. Si un habitante de la zona de costuras enferma, debe ser llevado por sus propios medios a la puerta del muro de separación, dado que las ambulancias palestinas no pueden acceder a estas zonas de costuras. Según explica la escritora palestina Laleh Khalili en su libro Time in the Shadows: 
"Se rechaza una cuarta parte de las solicitudes, y el proceso de reclamación es increíblemente complejo, y cambia dependiendo del régimen de autorizaciones. Solo se permite el acceso a través de la puerta concreta especificada en el permiso, y para acceder de noche se requieren unos permisos adicionales. Los permisos expiran después de un periodo, que también puede variar. Los burros, los automóviles y los vehículos de trabajo pueden estar permitidos en una seam zone, o no, dependiendo de diversas particularidades, aunque también se trata de una decisión arbitraria. Algunas puertas se abren para que los campesinos labren sus tierras, pero otras solo se abren para pasar mercancías a Israel, y viceversa. Algunas puertas se abren dos o tres veces al día; otras se cierran aleatoriamente y sin previo aviso. Los horarios de apertura de las puertas son erráticos. Últimamente, la privatización de algunos de esos pasos ha conllevado que los encargados de la vigilancia de unos cuantos de ellos sean "guardias de seguridad civiles", que actúan junto a los soldados o la policía fronteriza, o completamente solos. La vertiginosa complejidad y arbitrariedad de las medidas provocan desorientación, confusión e inseguridad, unas técnicas excelentes para mantener el control de la población civil".
El número de permisos concedidos a palestinos para trabajar sus tierras en la zona de costuras se ha ido reduciendo drásticamente a lo largo de los años. Por ejemplo, en 2014 se rechazaban el 24% de las solicitudes de permisos, mientras que esta cifra alcanzaba el 72% en 2018. Desde 2014, la COGAT (el organismo israelí que administra los territorios palestinos ocupados) no reconoce derechos a la tierra para la esposa o a los hijos del propietario, y solo les concede permisos esporádicos como "empleados" siempre que el terreno sea lo suficientemente grande. Estas restricciones, en combinación con las que afrontan los propios poseedores de permisos, están haciendo que las tierras de la zona de costuras queden sin cultivar; de hecho, según los datos de la COGAT, el número de solicitudes de permisos agrícolas se redujo de 24.424 en 2014 a tan solo 2.959 en 2018. En 2018, el 83% de los permisos denegados lo fueron por "no cumplir los criterios", pese a que muchos de los agricultores que los solicitaron llevaban más de una década haciéndolo. En 2019, una nueva regulación israelí restringió aún más los derechos de los palestinos que tienen tierras en la zona de costuras, eliminando la posibilidad de acceder a estas para su mantenimiento y limitándola a situaciones relacionadas con la cosecha. Según la ley israelí, las tierras que queden sin cultivar durante tres años consecutivos pueden ser confiscadas y declaradas "terrenos estatales". Según OCHA, gran parte de la superficie de la zona de costuras tiene ya la calificación de "terrenos estatales".

## Críticas
Diversas organizaciones defensoras de los derechos humanos, incluidas las radicadas en Israel, han cuestionado la legalidad tanto del muro de separación como de la zona de costuras de acuerdo con el derecho internacional. Por ejemplo, en una apelación ante el Tribunal Supremo de Israel, la ONG israelí Hamoked (Centro para el Defensa del Individuo) declaró: 
"La red creada entre la declaración y las órdenes ha generado, en la zona de costuras, un sistema de apartheid legal que es intolerable, ilegal e inmoral. En otras palabras, la estructura topográfica discriminatoria y opresiva se sostiene sobre una infraestructura legal vergonzosa, sin precedentes en el derecho israelí."
La propia Hamoked, explicando la creciente denegación de permisos para cultivar las tierras palestinas en la zona de costuras, afirma que:
"Los datos confirman las afirmaciones de Hamoked en torno a que, en contra del dictamen del Tribunal Superior de Justicia que reconoce el derecho de los residentes a trabajar sus tierras con sus familias y sus empleados, el ejército está actuando de una manera sistemática para privar a los palestinos de este derecho básico, para restringir la entrada de agricultores palestinos en la zona de costuras y para ir desposeyéndolos gradualmente de sus tierras."

## Enclaves en la zona de costuras
A fecha de 2019, el muro de separación todavía no se ha construido en su totalidad. Según el mapa oficial publicado por el gobierno israelí, las siguientes ciudades y pueblos  palestinos quedarán al oeste del muro y, por lo tanto, separados del resto de Palestina:
- El enclave de Barta'a (al norte de Tulkarem), que incluye Barta'a Sharqiya, Umm ar-Rihan, Khirbet 'Abdallah al-Yunis, Khirbet Ash-Sheikh Sa'eed, Khirbet al-Muntar al-Gharbiya, Khirbet al-Muntar ash-Sharqiyya y Dhaher al-Malik.
- El enclave de Bir Nabala (al noroeste de Jerusalén), que también incluye a Beit Hanina, al-Judeira y al-Jib.
- Un conjunto de 9 pueblos en la zona de Belén: Battir, Husan, Nahalin, Wadi Fukin, Al Jab'a, Khirbit Zakariyya, Khirbit Al Ballouta, Khallet 'Afana y Al-Walaja.
- Jerusalén Este.

La localidad de Khirbet Jabara (cerca de Tulkarem), así como las de Azzoun, Ras Tira, Dab'a, Wad Rasha y Arab a-Ramadeen (todas ellas cerca de Kalkilia), habían sido originalmente emplazadas al oeste del muro. Sin embargo, un dictamen del Tribunal Supremo de Israel ordenó modificar el trazado del muro para dejar a estas localidades al este de la barrera.
Aunque, estrictamente hablando, Kalkilia y la zona de Hableh (incluidas Ras Atiya y Izbat Jalud) no son enclaves, dado que una estrecha franja de tierra las conecta con otras zonas palestinas al este de la barrera, la instauración periódica de puestos de control del ejército israelí restringe casi por completo el acceso a estas áreas por razones de seguridad.